# Corydon (geslacht)
Corydon is een monotypisch geslacht van zangvogels uit de familie breedbekken en hapvogels (Eurylaimidae). De enige soort is:
- Corydon sumatranus  – Sumatraanse hapvogel